# Acrosathe taurica
Acrosathe taurica är en tvåvingeart som beskrevs av Lyneborg 1986. Acrosathe taurica ingår i släktet Acrosathe och familjen stilettflugor. Inga underarter finns listade i Catalogue of Life.